# Pariskommunen (bok)
Pariskommunen (tyska: Der Bürgerkrieg in Frankreich) är en bok om Pariskommunen skriven av Karl Marx 1871. Under 1872 spreds boken till många länder, översatt till en rad språk, i Europa och Förenta staterna.
Den revolutionära arbetarmakten i Paris under våren 1871 fick Marx att ompröva sin syn på staten. Han menar att arbetarna inte kan överta den befintliga staten, utan måste krossa den och upprätta sin egen stat - proletariatets diktatur.

I 1981 års utgåva finns Lenins tal till 40-årsdagen till minnet av kommunen.
| ”                           | Men arbetarklassen kan inte helt enkelt ta det färdiga statsmaskineriet i besittning och sätta det i rörelse för sina egna ändamål. | „ |
| – Sid. 64 i 1981 årsutgåva. | |   |